# زمبر (خوست)
زمبر (به لاتین: Zambar) یک منطقهٔ مسکونی در افغانستان است که در ولسوالی صبری واقع شده‌است.